# Léonie La Fontaine
Léonie La Fontaine, född 2 oktober 1857 i Bryssel, död 26 januari 1949, var en belgisk feminist och pacifist. Hon var med och utvecklade det internationella bibliografiska institutet. I Mundaneum samlade hon feministiska avhandlingar och texter, vilket ledde till Office central de documentation féminine (ungefär centralkontoret för kvinnodokumentation). Efter att Marie Popelin efter sin juris doktorsgrad ändå förvägrades tillträde i advokatsamfundet på grund av sitt kön var La Fontaine med och skapade Ligue belge du droit des femmes (belgiska föreningen för kvinnors rätt), och var delaktig i framväxten av Internationella kvinnoförbundet för fred och frihet.
Hon var Henri La Fontaines syster.